# Assassin's Creed: The Chain
Assassin's Creed: The Chain je grafický román (komiks), umístěný do světa Assassin's Creed , který uzavírá cestu ruského asasína jménem Nikolaj Orelov, která byla zahájena v předchozím komiksu jménem Assassin's Creed: The Fall.
The Chain je napsán opět spisovateli komiksu The Fall, Cameronem Stewartem a Karlem Kerschlem, ale tentokrát byl publikován UbiWorkshopem.

## Děj
Komiks uzavírá příběh Nikolaje Orelova a poskytuje náhled do Assassin's Creed III.

## Kompletní vydání
Oba komiksy The Fall a The Chain byly shromážděny v komiksu jménem Assassin's Creed: Subject Four, 208-stránkovém brožovaném výtisku, který byl zahrnut do Assassin's Creed 3: The Ubiworkshop Edition (speciální sběratelská edice hry AC III), spolu s Assassin's Creed encyklopedií (encyklopedie ze světa AC).